# فاندیشن ۹
فاندیشن ۹ (انگلیسی: Foundation 9) شرکت بازی ویدئویی آمریکایی است، که در سال ۲۰۰۵ تأسیس شد.